# 盟国管制理事会

盟国管制理事会徽章

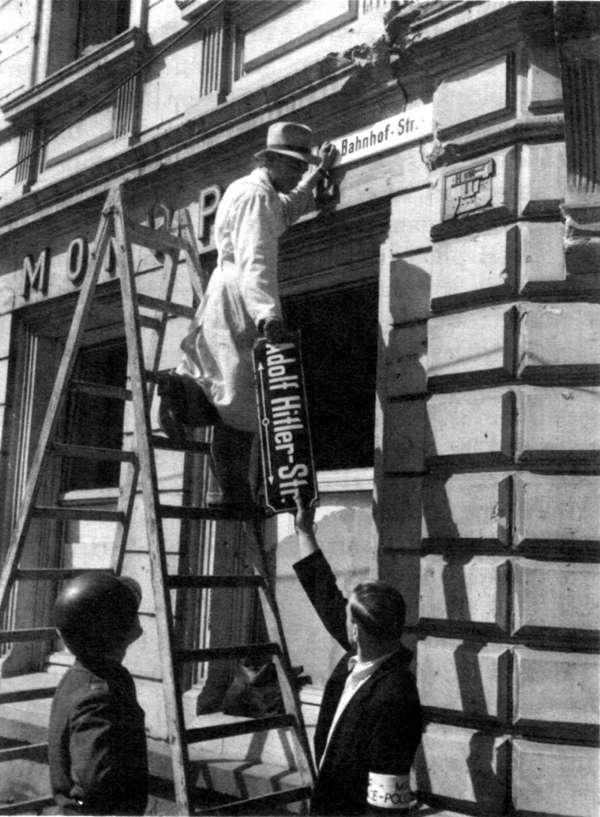
去纳粹化的行动：拆除“阿道夫·希特勒大街”的路标

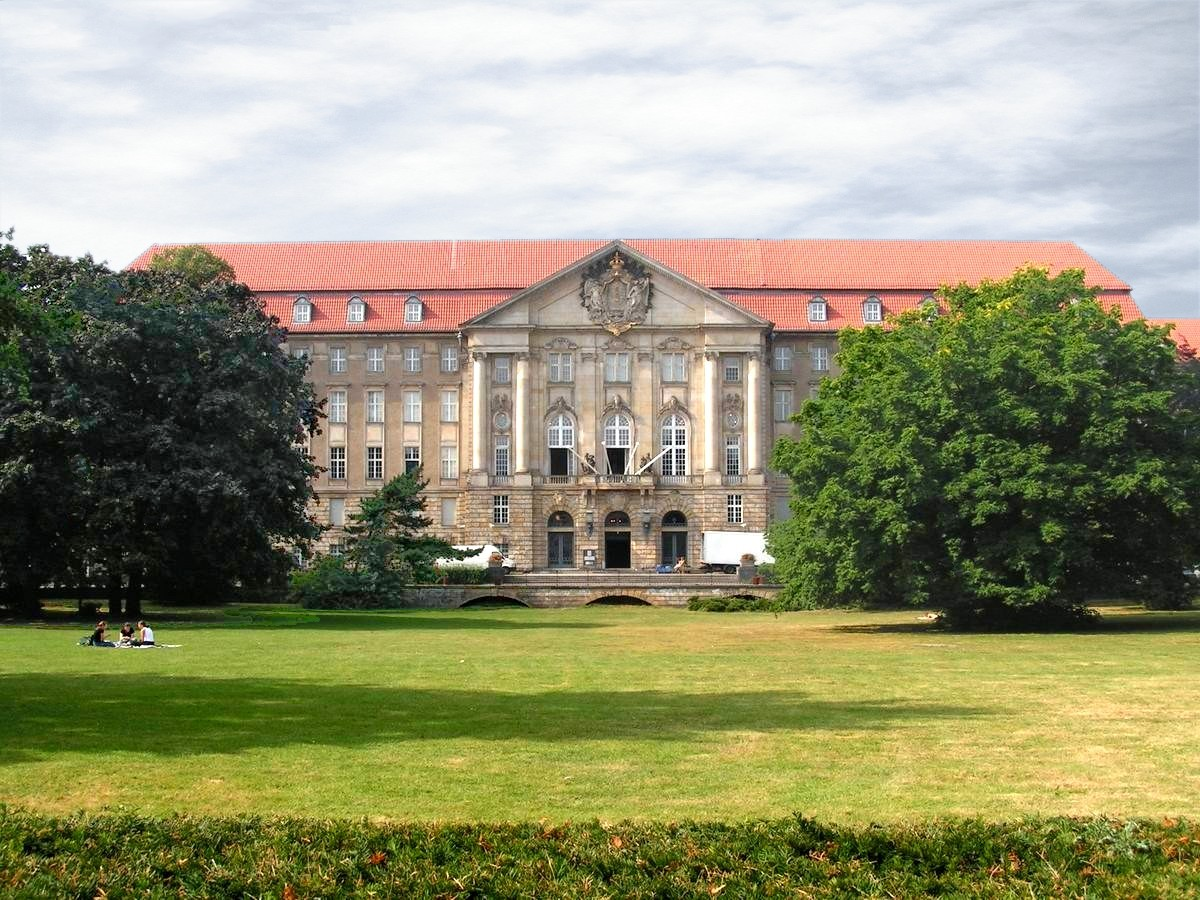
位於舍讷贝格的盟国管制理事会總部

盟国管制理事会（英語：或，法語：或），又称四大权力国（德語：Vier Mächte）是二战结束后，德國盟軍佔領時期的最高治理机关。其成员为苏联、美国和英国。虽然法国随后拥有了投票权，但并没有被赋予职责。纳粹战败后，奥地利与德国（不包含其曾拥有的东部领土）被分别占领，1945年8月1日的波茨坦协议又将其划分为了四个不同的占领区。该组织的总部设在舍嫩贝格。
召开该委员会是为决定战后欧洲若干事务的安排，包括如何重新划分中欧的国界与人口分布。随着该四大国通过该机构在德国行使最高权力，该机构取代了纳粹控制下的德国公民政府，成为了德国的主权行使者。1949年，苏联因与西方盟国的冲突退出了该组织，而后者随即成立了盟军高级管制委员会。1949年两个德国（东德和西德）成立，并于1955年与奥地利一起被授予主权。